# جک تاونلی
جک تاونلی (انگلیسی: Jack Townley؛ ‏ ۳ مارس ۱۸۹۷ – ۱۵ اکتبر ۱۹۶۰) فیلم‌نامه‌نویس اهل ایالات متحده آمریکا بود.

## گزیدهٔ فیلم‌شناسی
- فروشنده تاماله
- مستأجرهای بیکار
- دزدان قصابی
- دوک ناگهان وارد می‌شود
- ماه عسل سه‌نفره
- گیرایی و وسوسه هالیوود
- مهمان ناخوانده هالیوود
- کار هوشمندانه
- یک شب آرام
- قهرمان پیشین
- شهبانوی هالیوود
- سه دختر هالیوودی
- زنان بریج‌باز
- روشنایی‌های هالیوود
- بخت هالیوودی
- به خنده‌ات ادامه بده
- پسران مومیایی
- مهتاب و کاکتوس
- در گرداگرد شهر
- ویندی رایلی به هالیوود می‌رود